# Labuch
Labuch ist eine ehemalige Gemeinde mit 806 Einwohnern (Stand: 1. Jänner 2023) in der Steiermark.
Mit 1. Jänner 2015 wurde sie im Rahmen der Gemeindestrukturreform in der Steiermark mit den Gemeinden Gleisdorf, Laßnitzthal, Nitscha und Ungerdorf zusammengeschlossen, die neue Gemeinde führt den Namen „Stadtgemeinde Gleisdorf“.

## Geografie
Labuch liegt im Bezirk Weiz im österreichischen Bundesland Steiermark.

### Gemeindegliederung
Das ehemalige Gemeindegebiet umfasst folgende zwei Ortschaften (in Klammern Einwohnerzahl Stand 1. Jänner 2024):
- Labuch (393)
- Urscha (520)

Der Gleisdorfer Stadtteil besteht aus den Katastralgemeinden Labuch und Urscha.

## Politik
Die letzte Bürgermeisterin von Labuch war seit dem Jahr 2003 Philippine Hierzer. Der Gemeinderat setzte sich nach den Wahlen von 2010 wie folgt zusammen:
- 7 ÖVP
- 2 SPÖ

### Wappen
Die Verleihung des Gemeindewappens erfolgte mit Wirkung vom 1. Juli 1967.

Blasonierung (Wappenbeschreibung):
„In einem blauen Schild über einem mit einem grünen Kleeblatt belegten goldenen Dreiberg ein erhöhter silberner Wellenbalken.“
Die ehem. Gemeinde liegt am Kleeberg, dessen Name im Wappen anklingt; der Wasserlauf ist ein Hinweis auf den Labuchbach, der das Gebiet durchfließt.

## Kultur und Sehenswürdigkeiten
- Aussichtsturm am Kleeberg[4]

## Galerie

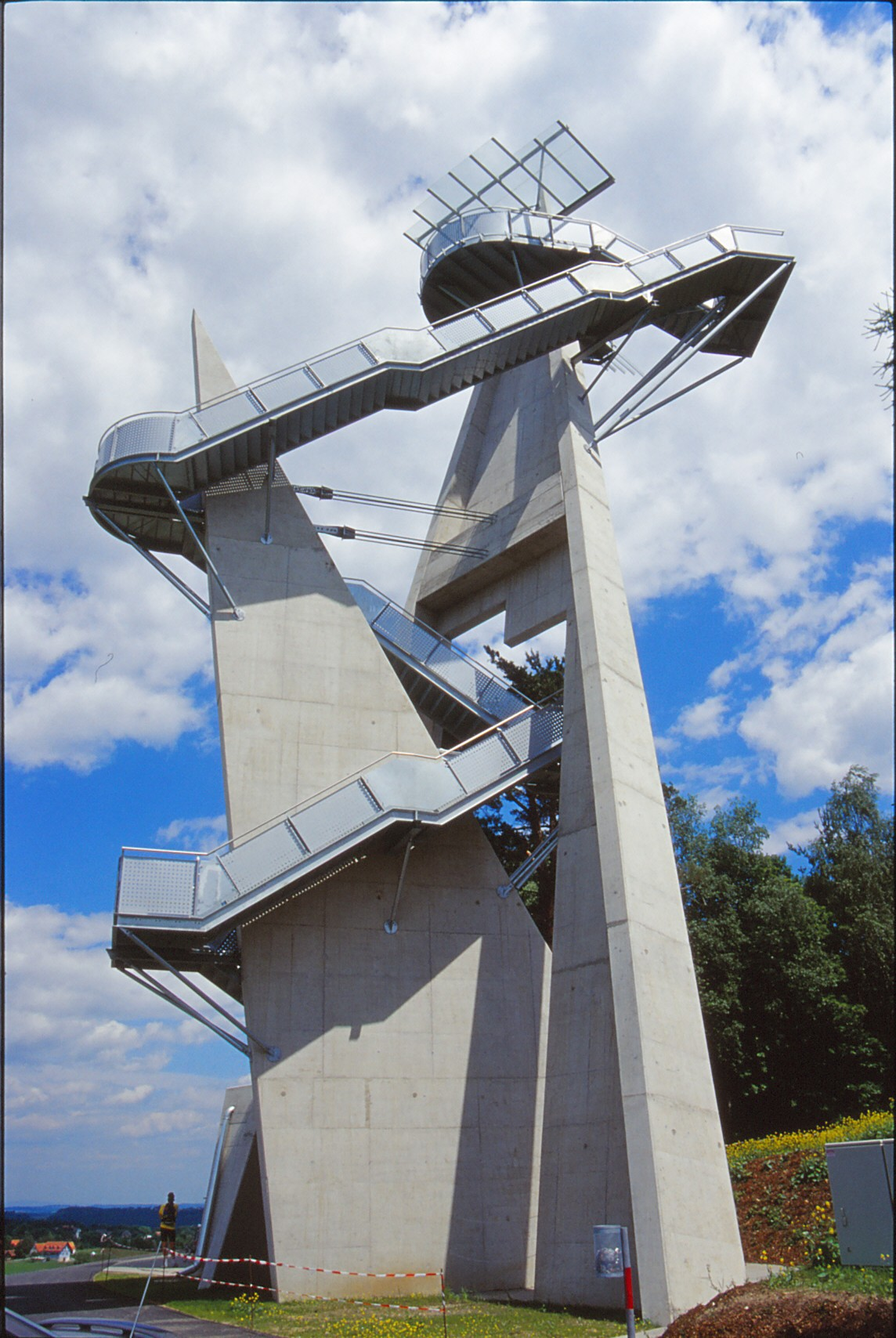
Gesamtansicht
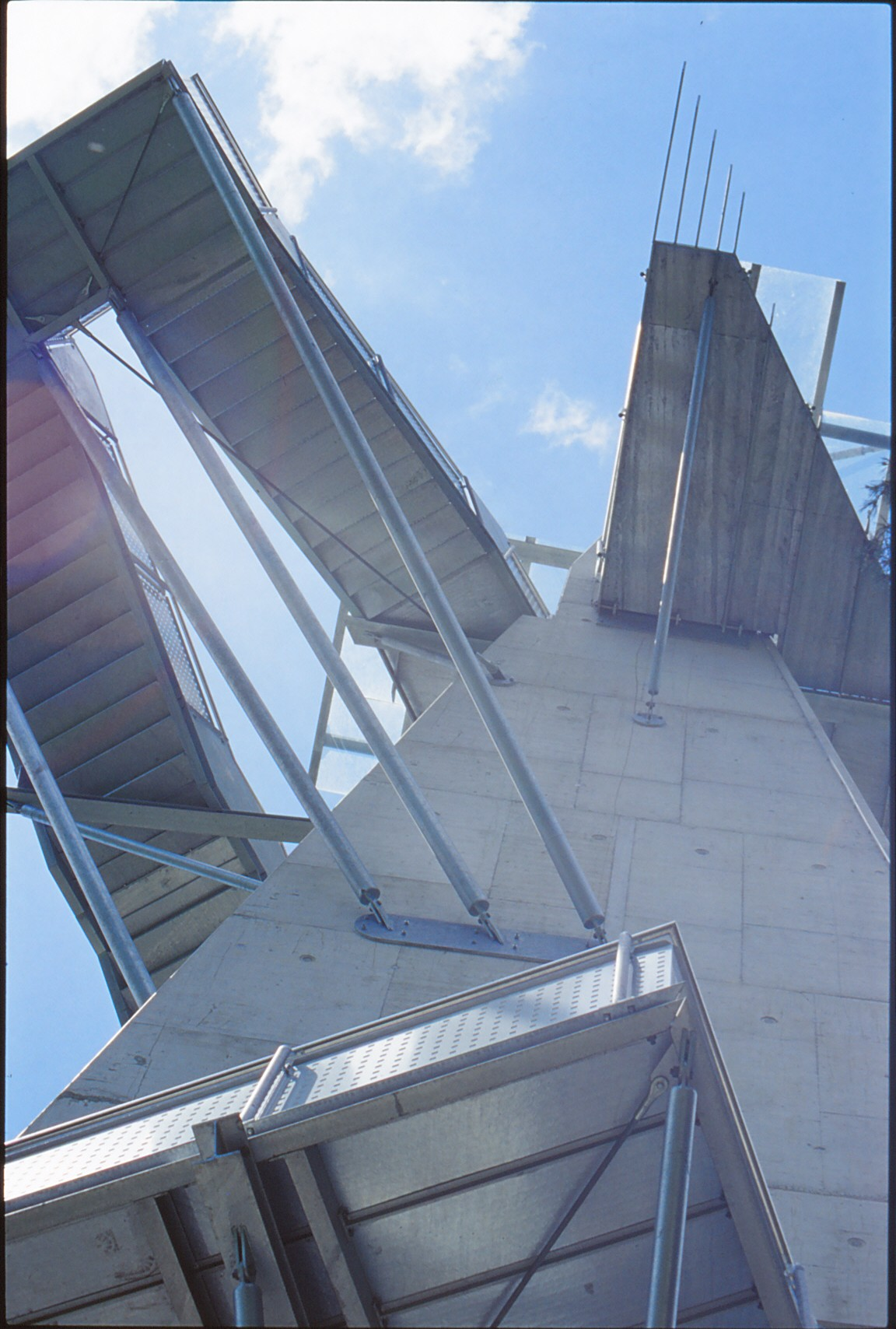
Aussichtswarte Detail
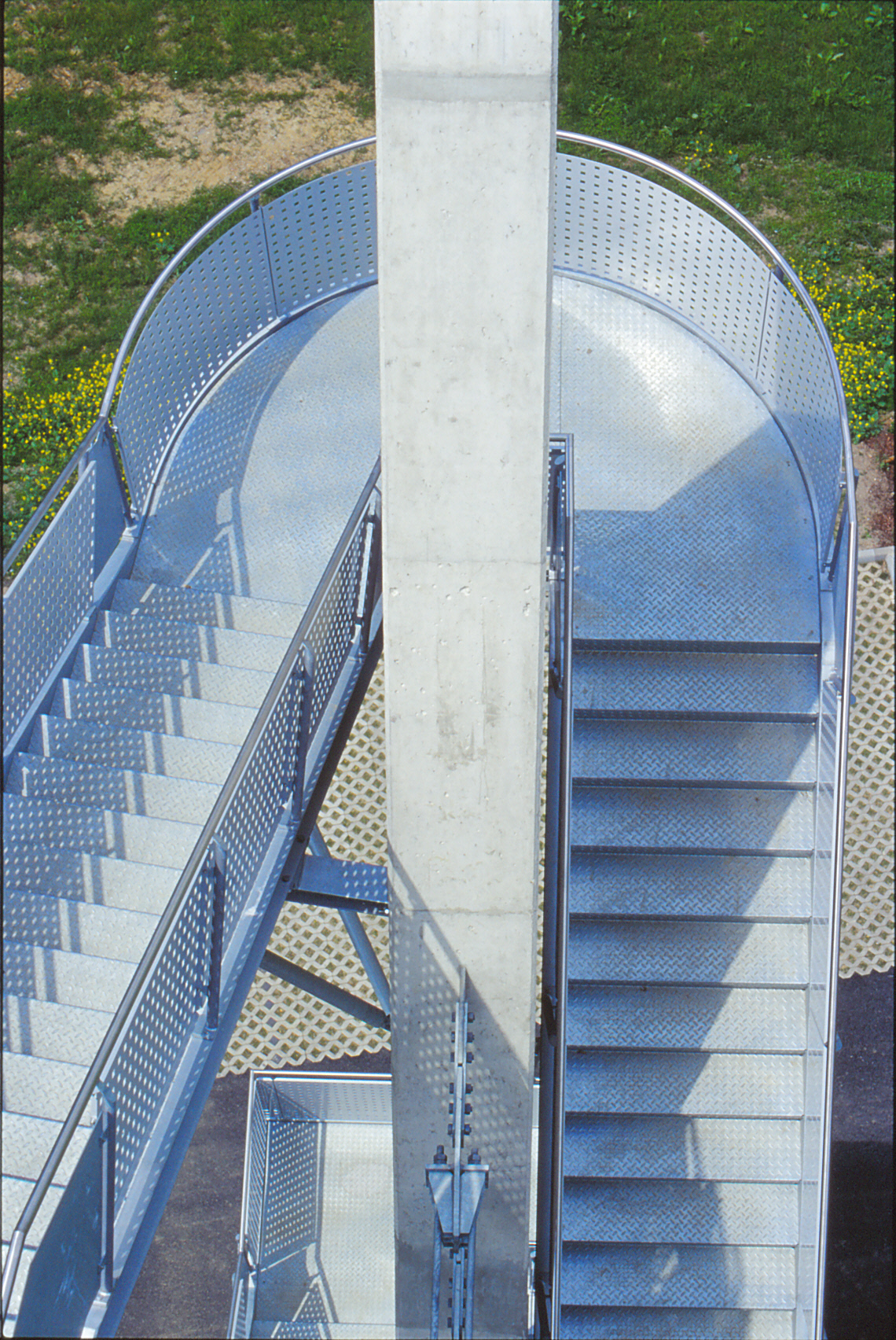
Aussichtswarte Detail
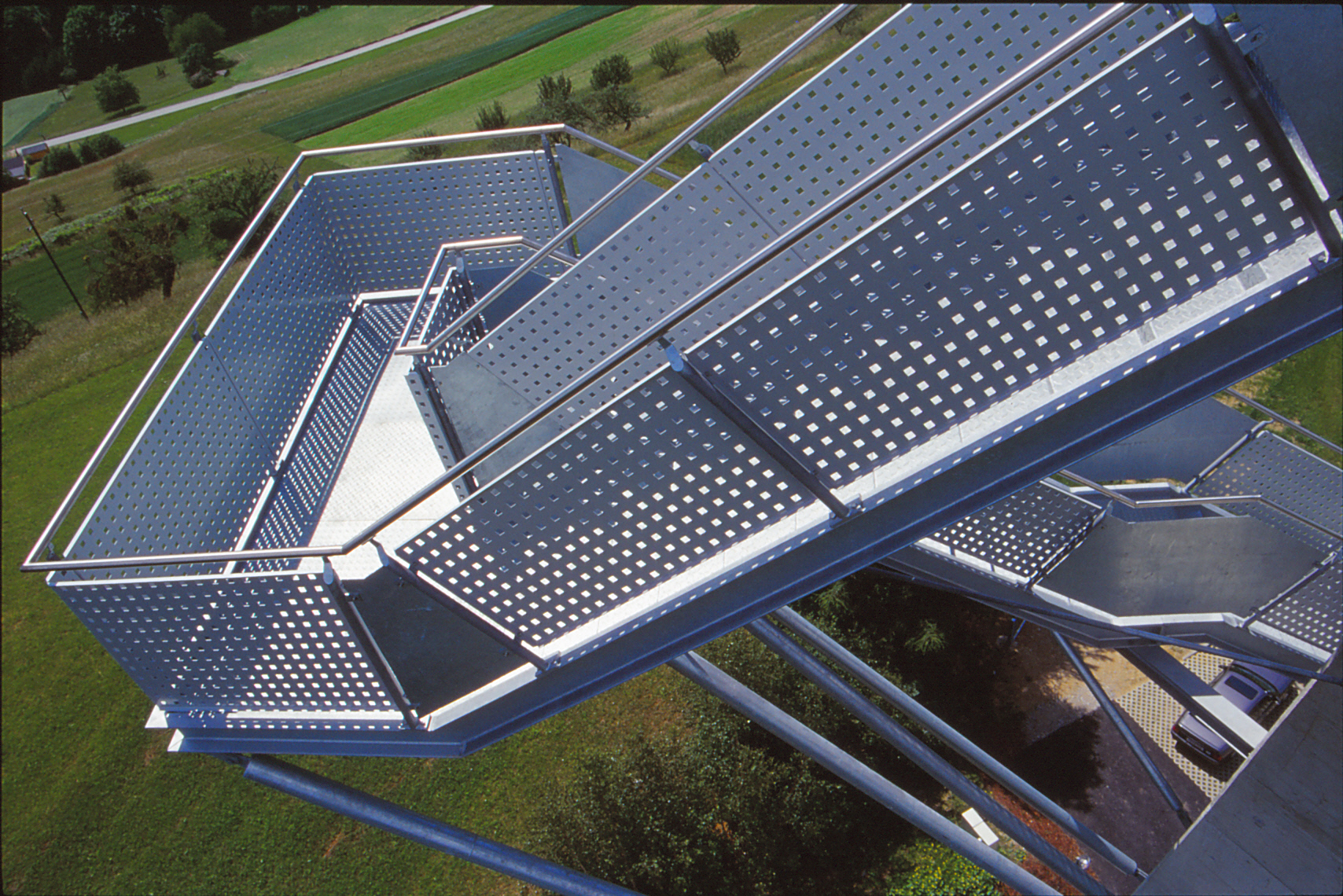
Aussichtswarte Detail
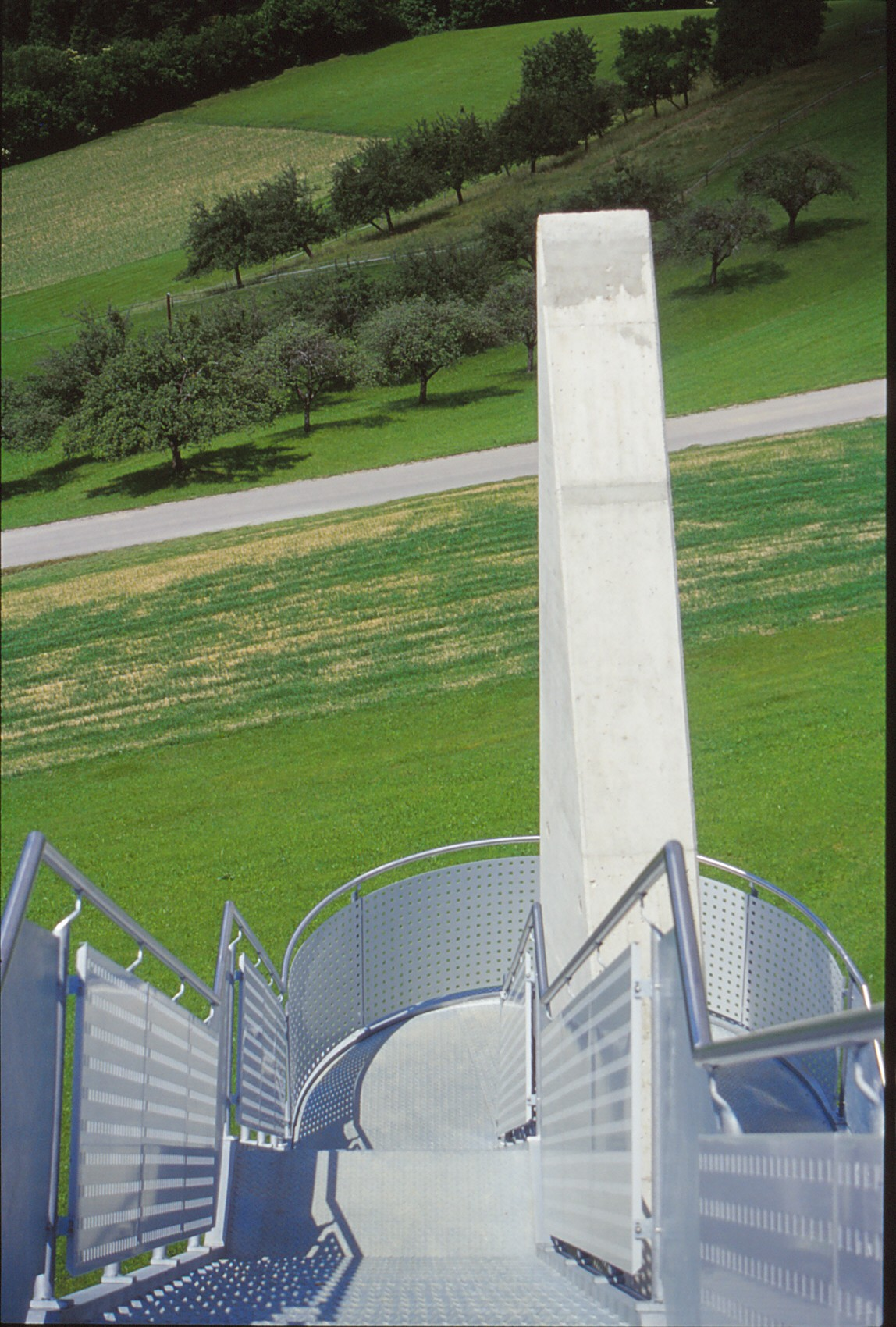
Aussichtswarte Detail
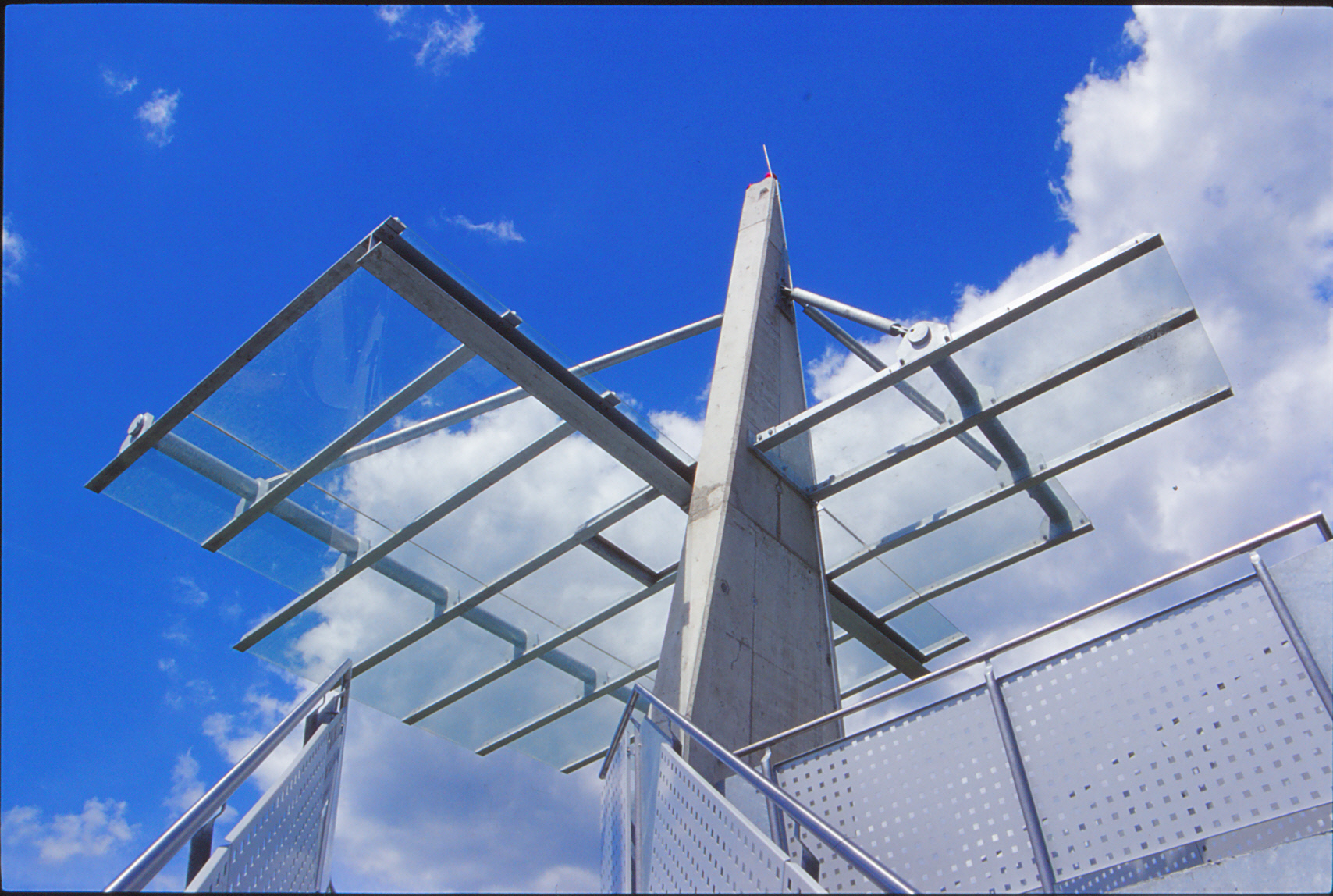
Aussichtswarte Detail
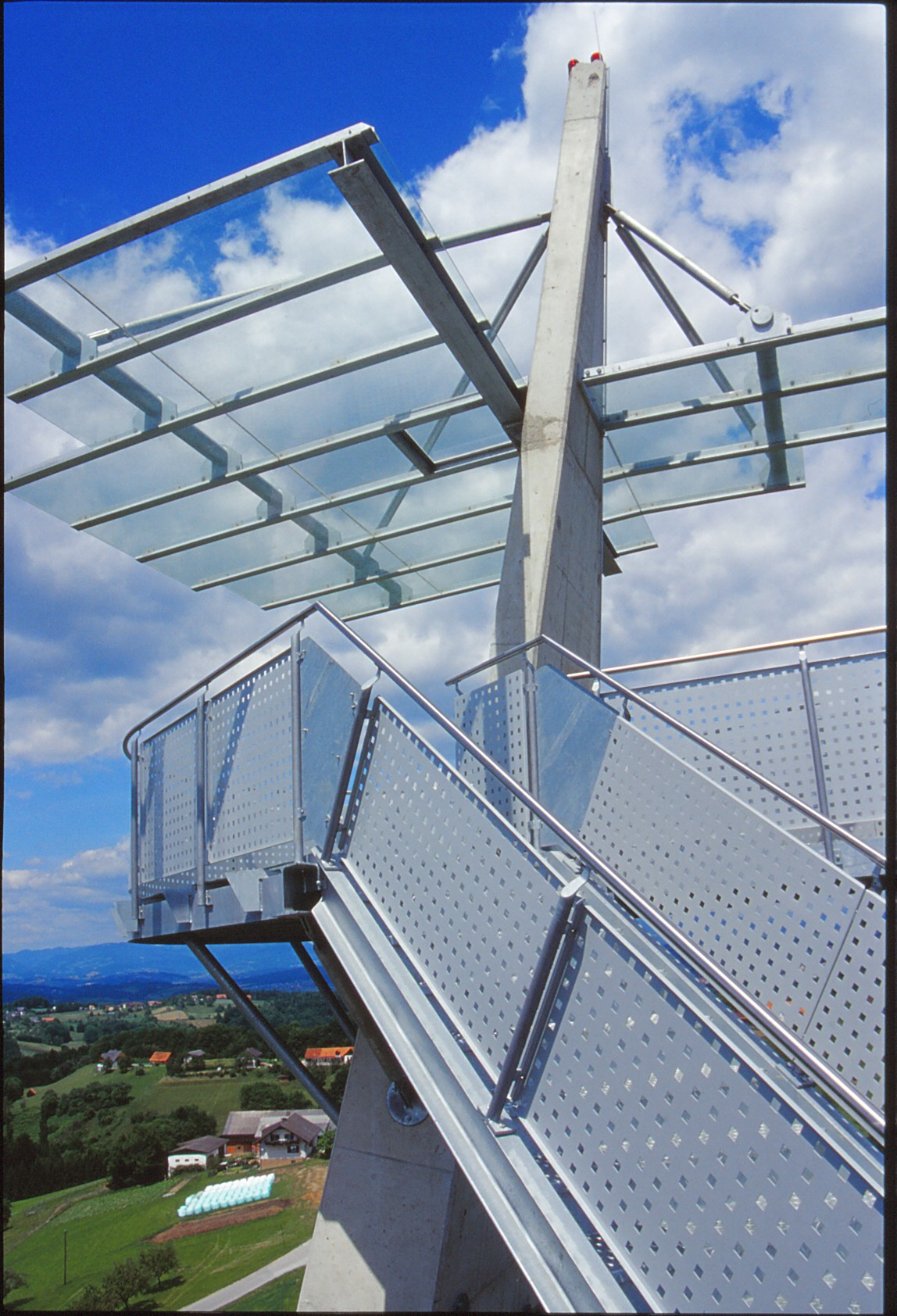
Aussichtswarte Detail